# SonAir
SonAir Serviço Aéreo, S.A., més coneguda com a SonAir, és una empresa angolesa que pertany a l'empresa nacional petroliera angolesa Sonangol. Proporciona serveis d'helicòpter a les instal·lacions petrolieres d'Angola, tant en terra com en alta mar, així com serveis programats i charter a Àfrica i als Estats Units.
En el pla intern també proporcionen transport aeri a diversos grups empresarials privats i públics, aliens al negoci del petroli. L'empresa també és la primera en proporcionar el transport directe de passatgers i de càrrega entre Angola i els Estats Units. L'aerolínia ofereix serveis tres vegades per setmana entre Luanda (LAD) i Houston (IAH) utilitzant un Boeing 747-400 (10 Primera Classe, 143 classe business i 36 seients de Classe Turista) operades per Atlas Air.

## Destinacions
En 2013 SonAir operava vols regulars a les següents destinacions:
Angola
- Cabinda (aeroport de Cabinda)
- Catumbela (aeroport de Catumbela)
- Luanda (Aeroport Internacional Quatro de Fevereiro) Hub
- Lubango (aeroport de Lubango)
- Soyo (aeroport de Soyo)

Estats Units
- Houston (Aeroport Intercontinental George Bush) (opera per Atlas Air)[6]

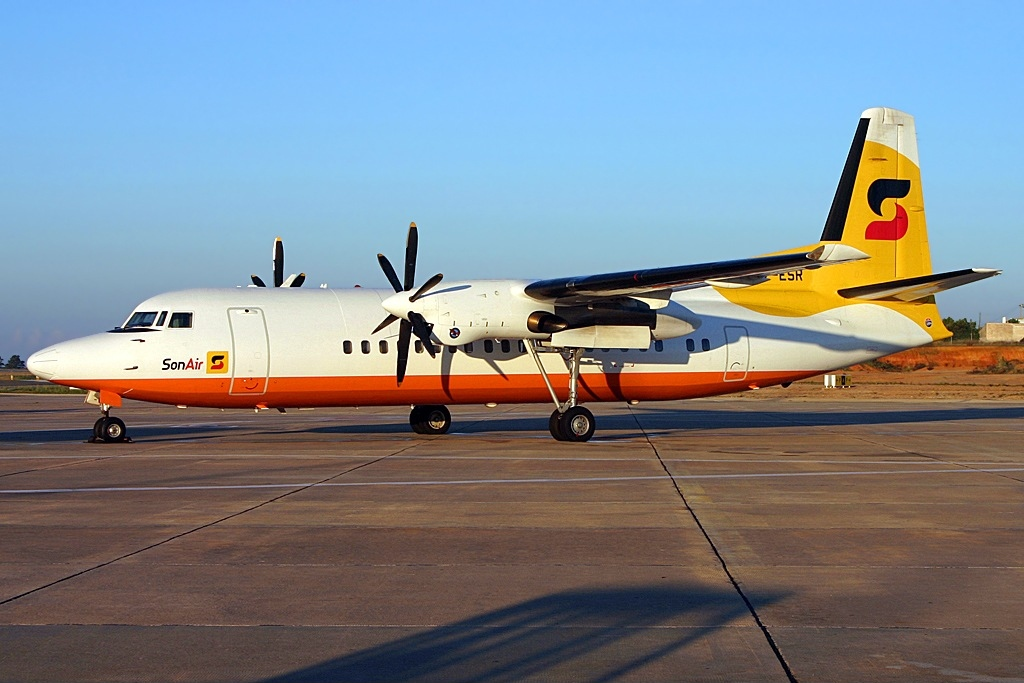
Fokker 50 de Sonair

## Flota
Pel febrer de 2015 la flota de SonAir incloïa:
D'ala fixa
- 1 Airbus A319
- ? Beechcraft 1900
- 1 Boeing 727-100F
- 2 Boeing 737-700
- 2 Boeing 747-400 (operated by Atlas Air)
- 2 Embraer Legacy 600 (operat per Planair)
- 1 Dassault Falcon 7X (operat per Planair)
- 2 Dassault Falcon 900 (operat per Planair)

Helicòpters:
- 8 Eurocopter AS332 Super Puma
- 5 Eurocopter Dauphin AS 365N3
- 16 Eurocopter EC225[8]
- 9 Sikorsky S-76C+ and S-76C++

La flota inclou les següents aeronaus (a partir d'agost de 2016):
- 2 Boeing 737-700
- 9 De Havilland Canada DHC-6-300 Twin Otter